# آسترید گویار
آسترید گویار (فرانسوی: Astrid Guyart‎؛ زادهٔ ۱۷ مارس ۱۹۸۳) شمشیرباز اهل فرانسه است.